# Часовня Кассари

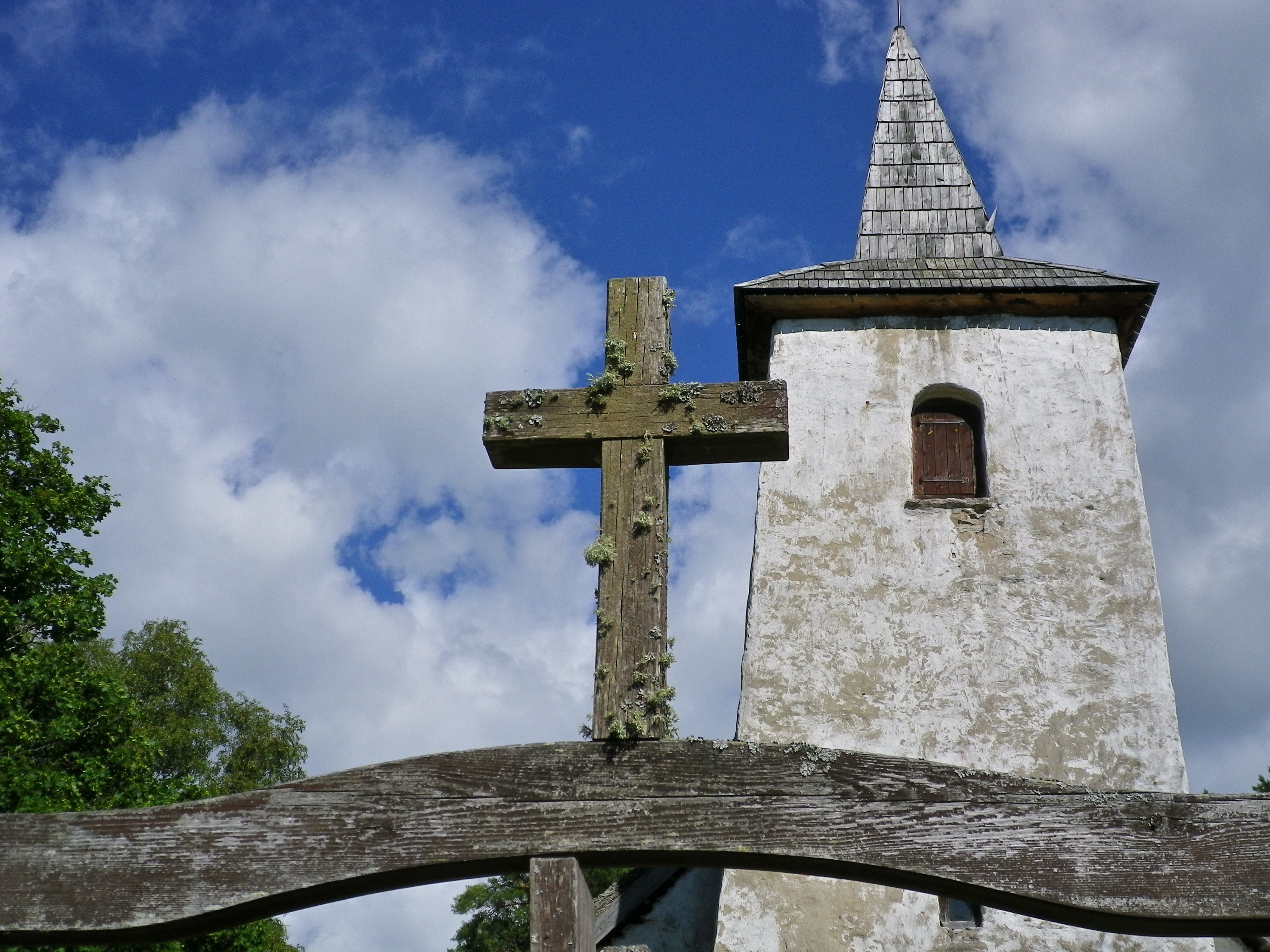

Часовня Кассари (эст. Kassari kabel) — часовня, расположенная на острове Кассари в деревне Эсикюла. Возведена, скорее всего, в XVIII веке. Объект культурного наследия Эстонии.
Вероятно, в этом же месте существовала часовня XVI века, но она была деревянной и не сохранилась. Последний существенный ремонт в часовне был проведён в 1992—1993 годах; тогде же часовня была вновь освящена.
Часовня является единственной действующей часовней из камня и с соломенной крышей. Здание имеет башни, построено в готическом стиле.
Часовня расположена у кладбища, на котором похоронены некоторые представители дворянского семейства  Штакельбергов.